# Lecane armata
Lecane armata är en hjuldjursart som beskrevs av Kuno Thomasson 1971. Lecane armata ingår i släktet Lecane och familjen Lecanidae. Inga underarter finns listade i Catalogue of Life.